# Hydrosmilodon
Hydrosmilodon is een geslacht van haften (Ephemeroptera) uit de familie Leptophlebiidae.

## Soorten
Het geslacht Hydrosmilodon omvat de volgende soorten:
- Hydrosmilodon gilliesae
- Hydrosmilodon plagatus
- Hydrosmilodon primanus
- Hydrosmilodon saltensis